# Condado de Casa Muñoz
El condado de Casa Muñoz es un título nobiliario español, creado el 29 de febrero de 1848 por la reina Isabel II de España, a favor de su hermano uterino Fernando María Muñoz y Borbón, II duque de Riánsares, II duque de Tarancón, II vizconde de Rostrollano, I vizconde de la Alborada y II duque de Montmorot par de Francia (título no reconocido en España), hijo de la reina regente María Cristina, viuda y sobrina materna que fue del rey Fernando VII, y de su segundo esposo Agustín Fernando Muñoz y Sánchez, I duque de Riánsares, I marqués de San Agustín y I duque de Montmorot par de Francia (título no reconocido en España).

## Denominación
Su nombre hace referencia a la casa a la cual pertenecía el primer titular.

## Armas
En campo de azur, una faja de plata, con tres ánsares de sable, picados de gules y puestos en faja. Lema: Regina coeli juvante.

## Condes de Casa Muñoz
|                        | Titular                                  | Periodo                |
| Creación por Isabel II | Creación por Isabel II                   | Creación por Isabel II |
| ---------------------- | ---------------------------------------- | ---------------------- |
| I                      | Fernando María Muñoz y Borbón            | 1848-1910              |
| II                     | Juan Bautista Muñoz y Bernaldo de Quirós | 1910-1943              |
| III                    | Alicia Muñoz y Cañedo                    | 1943-1970              |
| IV                     | Alicia Villate y Muñoz                   | 1970-2006              |
| V                      | Alicia Parra y Villate                   | 2006-actual titular    |

## Historia de los condes de Casa Muñoz
- Fernando María Muñoz y Borbón (Madrid, 27 de abril de 1838 - Somió, Gijón, 7 de diciembre de 1910), II duque de Riánsares, II duque de Tarancón, II marqués de San Agustín, I conde de Casa Muñoz, II vizconde de Rostrollano, I vizconde de la Alborada y II duque de Montmorot par de Francia (título no reconocido en España).

Casó en la iglesia de San Tirso la Real de Oviedo el 11 de septiembre de 1861 con Eladia Bernaldo de Quirós y González de Cienfuegos (bautizada en la iglesia de San Tirso la Real, Oviedo, el 18 de febrero de 1839 - Somió, Gijón, 31 de marzo de 1909), hija de José Bernaldo de Quirós y Llanos, VII marqués de Campo Sagrado, y de su esposa y prima segunda María Josefa Antonia González de Cienfuegos y Navia Osorio. Le sucedió su hijo:
- Juan Bautista Muñoz y Bernaldo de Quirós (Somió, Gijón, 23 de noviembre de 1870 - 17 de julio de 1943), III duque de Tarancón, II conde de Casa Muñoz.

Casó con María de los Ángeles Cañedo y González-Longorría, II marquesa de la Rodriga. Le sucedió su hija:
- Alicia Muñoz y Cañedo (Oviedo, 16 de febrero de 1900 - 6 de enero de 1970), IV duquesa de Tarancón, III condesa de Casa Muñoz, II condesa del Recuerdo.

Casó con Antonio Villate y Vaillant (Madrid, 31 de enero de 1899 - Madrid, 13 de junio de 1944), IV conde de Valmaseda. Le sucedió su hija: 
- Alicia Villate y Muñoz (Madrid, 3 de abril de 1923 - Madrid, 29 de mayo de 2006), V duquesa de Tarancón, V condesa de Valmaseda, IV condesa de Casa Muñoz, III condesa del Recuerdo.

Casó con José Parra y Lázaro (Cáceres 10 de septiembre de 1910 - Madrid, 10 de diciembre de 1981). La IV condesa de Casa Muñoz cedió el título de VI conde de Valmaseda a su hijo Juan José Parra Villate, y los títulos de VI duquesa de Tarancón y IV condesa del Recuerdo a su otra hija Cristina Parra Villate. Le sucedió su hija:
- Alicia Parra y Villate (n. Madrid, 2 de marzo de 1956), V condesa de Casa Muñoz.